# Palazzo Clerici
A Palazzo Clerici egy 18. századi milánói patríciusház, a Via Clerici nyugati oldalán.

## Leírása
A palota Milánó egyik legszebb patríciusháza. A 18. századi elején épült a Visconti család számára. Később a Somma, majd a Clerici család birtokába került.
Belsője erősen barokkosított, termei közül figyelemre méltó a Tükörszalon (Salone degli Specchi), az Aranyozott szalon (Salottino Dorato) valamint a Gobelin-galéria (Galleria degli Arazzi)'. Ez utóbbi mitológiai tárgyú mennyezeti freskóját Tiepolo festette.
Ma az ISPI (Istituto di Studi di Politica Internazionale azaz Nemzetközi Politikai Tanok Intézete) székhelye.